# Казе Бергамо (Венеција)
Казе Бергамо (итал. Case Bergamo) је насеље у Италији у округу Венеција, региону Венето.
Према процени из 2011. у насељу је живело 24 становника. Насеље се налази на надморској висини од 9 м.